# Інтерсекційність
Інтерсекційність (Теорія перетину або Інтерсекціональний аналіз) — аналітична база дослідження перетину різних форм або систем пригнічення, домінування та дискримінації, яка намагається визначити, як взаємозалежні системи влади впливають на тих, хто найбільш маргінальний у суспільстві. Теорія виходить з того, що різні біологічні, соціальні та культурні категорії, такі як клас, раса, сексуальна орієнтація, вік, релігія, віросповідання, інвалідність, стать та інші ідентичності не існують окремо одне від одного, переплетені та взаємодіють між собою на безлічі рівнів, досліджує ці взаємодії. Прихильники теорії інтерсекціональності також стверджують, що класичні концептуалізації пригнічення у суспільстві, такі як расизм, сексизм, гомофобія, трансфобія тощо, не діють незалежно один від одного, при цьому, взаємодіючи між собою, формують систему пригноблення, в якій діє безліч видів дискримінації.
Теорія починалася як дослідження гніту кольорових жінок в суспільстві, але сьогодні інтерсекціональний аналіз потенційно застосовується до всіх соціальних категорій та класів (у тому числі соціальних ідентичностей, які зазвичай розглядаються як домінуючі, коли вони розглядаються самостійно). Наприклад, в чорному фемінізмі стверджується, що досвід чорношкірих жінок не може бути зрозумілим, виходячи з досвіду всіх чорношкірих або досвіду жінок, взятих окремо, і повинен включати в себе взаємодію різних видів досвіду та пригнічення, що часто підсилюють один одного. Назву цієї соціологічної феміністської теорії було дано професоркою Кімберлі Креншоу у 1989 році, хоча сама концепція простежується ще з XIX століття.

## Див.також
- Соціальна інституція
- Соціальна дія
- Критична теорія